# Bronwen Thomas
Bronwen Anne Thomas (Richmond, 17 de marzo de 1969) es una deportista canadiense que compitió en esquí acrobático, especialista en la prueba de baches.
Ganó una medalla de bronce en el Campeonato Mundial de Esquí Acrobático de 1993. Participó en dos Juegos Olímpicos de Invierno, ocupando el sexto lugar en Lillehammer 1994 y el decimosexto en Albertville 1992.

## Medallero internacional
| Campeonato Mundial | Campeonato Mundial   | Campeonato Mundial | Campeonato Mundial |
| Año                | Lugar                | Medalla            | Prueba             |
| ------------------ | -------------------- | ------------------ | ------------------ |
| 1993               | Altenmarkt (Austria) | Medalla de bronce  | Baches             |